# Багаутдинов, Фарит Бадретдинович
Фарит Бадретдинович Багаутдинов (15.09.1932-19.12.2008) — партийный и государственный деятель, первый секретарь Нижнекамского горкома КПСС (1967—1970), председатель Нижнекамского горисполкома (1970—1979).
Родился 15 сентября 1932 года в д. Емикеево Камско-Устьинского района Татарской АССР в семье партийного работника. Окончил среднюю школу в Бондюге (Менделеевске).
В 1952—1956 гг. служил в армии. В 1956—1959 гг. работал инструктором физкультуры на Бондюжском химическом заводе.
С 1959 года на комсомольской и партийной работе в Бондюжском, Елабужском и Нижнекамском районах.
Первый секретарь Нижнекамского горкома КПСС (1967—1970), председатель Нижнекамского горисполкома (1970—1979). В период его руководства население города выросло с 38 тысяч до 134 тысяч человек.
С 1979 года министр торговли Татарской АССР. С 1988 по 1995 год — председатель Государственного комитета по ценам Республики Татарстан.
Награждён орденом Трудового Красного Знамени, двумя орденами «Знак Почёта», медалями, Почётными грамотами Президиума Верховного Совета Татарской АССР и Республики Татарстан. Почётный гражданин Нижнекамска.
Избирался депутатом Верховного Совета Татарской АССР двух созывов.
Родной брат - Багаутдинов Анвар Бадретдинович, был видным государственным деятелем Республики Татарстан, занимал должность Председателя Президиума Верховного Совета ТАССР